# Johannes Fabrick
Johannes Fabrick (* 1958 in Wien) ist ein österreichischer Filmregisseur und Drehbuchautor.

## Leben
Johannes Fabrick studierte Drehbuch und Regie an der Filmakademie Wien. Er ist seit Mitte der 1990er Jahre als Filmregisseur und Drehbuchautor tätig.
1998 wurde er mit dem Erich-Neuberg-Preis für seinen Debütfilm Bernhardiner & Katz ausgezeichnet. 2004 folgte der Romy für Schleudertrauma. 2013 erhielt er den Fernsehbiber auf den Biberacher Filmfestspielen für das Drama Pass gut auf ihn auf!. Im selben Jahr wurde er mit dem Grimme-Preis für den Film Der letzte schöne Tag geehrt.

## Filmografie (Auswahl)
- 1997: Bernhardiner & Katz
- 1997: Die Bräute
- 1998: Lieselotte
- 2002: Schleudertrauma
- 2005: Hexenküsse (+ Drehbuch)
- 2007: Kuckuckszeit
- 2008: Ein riskantes Spiel
- 2009: Tatort: Mauerblümchen
- 2010: Schlaflos in Oldenburg
- 2010: Die Tochter des Mörders
- 2011: Der letzte schöne Tag
- 2011: Ich habe es dir nie erzählt
- 2011: Der kalte Himmel
- 2011: Tödlicher Rausch
- 2013: Pass gut auf ihn auf!
- 2013: Wenn es am schönsten ist
- 2015: Unsichtbare Jahre
- 2015: Zweimal lebenslänglich
- 2015: Kleine Ziege, sturer Bock
- 2016: Nie mehr wie es war
- 2017: Der Polizist, der Mord und das Kind
- 2018: Du bist nicht allein
- 2018: Winterherz – Tod in einer kalten Nacht
- 2019: Hartwig Seeler – Gefährliche Erinnerung
- 2021: Hartwig Seeler – Ein neues Leben
- 2022: Hartwig Seeler – Im Labyrinth der Rache